# (S)Ex List
(Tagline del film.)
(S)Ex List (What's Your Number?) è un film del 2011 diretto da Mark Mylod, con protagonisti Anna Faris e Chris Evans.
Il film è un adattamento del romanzo di Karyn Bosnak Tutte le volte di D.

## Trama
Un giorno Ally Darling legge sulle pagine del Marie Claire i risultati di un'inchiesta secondo cui una donna americana nel corso della vita va a letto con, in media, dieci uomini e mezzo. Resasi conto di essere già arrivata a quota 19, Ally decide che il ventesimo sarà l'uomo della sua vita. Ma una mattina, dopo una notte di baldoria, scopre di aver fatto sesso con il suo capo, Mr Abominevole, sprecando così il suo numero 20. Ally, non volendo superare la soglia dei venti, considerata patologica dagli studi psicologici a cui il giornale fa riferimento, compila una lista dei suoi ex, sperando che tra di loro ci sia il suo principe azzurro. Aiutata dal vicino di casa Colin, si mette alla ricerca degli ex fidanzati, che le riserveranno però delle amare sorprese. Nella sua bizzarra ricerca, Ally scoprirà che in amore non serve fare calcoli e che l'uomo dei propri sogni arriva quando meno te lo aspetti, ed è colui con il quale puoi essere semplicemente te stessa, senza filtri.

## Distribuzione
Il film è stato distribuito nelle sale cinematografiche statunitensi il 30 settembre 2011 a cura della 20th Century Fox. Sempre la 20th Century Fox ha distribuito la pellicola in Italia il 4 novembre 2011.